# Кэндимэн (фильм)
«Кэндимэн» (в одном из переводов — «Леденец») — художественный фильм режиссёра Бернарда Роуза, снятый в 1992 году по мотивам рассказа Клайва Баркера «Запретное». Фильм имеет три сиквела: Кэндимэн 2: Прощание с плотью (1995), «Кэндимэн 3: День мёртвых» (1999) и «Кэндимэн» (2021).

## Сюжет
Две молодые исследовательницы из университета Иллинойса Хелен Лайл и Бернадетт Уэлш исследуют городские легенды, циркулирующие среди студентов. Их внимание привлекает история о Кэндимэне — маньяке, появляющемся, если произнести его имя перед зеркалом пять раз, и вспарывающем железным крюком живот своим жертвам. Девушки узнают, что в одном из афроамериканских кварталов Чикаго Кабрини-Грин произошло убийство, которое приписывают маньяку, и решают съездить туда и исследовать этот вопрос.
Однажды один из профессоров рассказывает новые подробности истории о Кэндимэне. Легенда о нём родилась в конце XIX века. Настоящее имя Кэндимэна — Дэниел Робитейл, и он был сыном бывшего раба, разбогатевшего после Гражданской войны. У юноши был талант художника, так что один землевладелец попросил его нарисовать портрет его дочери. Кэндимэн и дочь богача полюбили друг друга, что, однако не входило в планы отца. Тот заплатил погромщикам, и те сперва отрезали юноше руку, а затем бросили его тело на пасеке, предварительно смазав его тело медом. От пчелиных укусов Дэниел умер. После этого его тело сожгли на костре, а пепел развеяли на месте, где сейчас находится Кабрини-Грин.
В ходе своих исследований Хелен выясняет, что мистическое убийство имеет под собой вполне обыденную подоплёку, а образ Кэндимэна используют уличные банды для придания большей таинственности своим деяниям. Исследовательница считает, что ей удалось доказать, что Кэндимэна не существует. На пустой парковке девушка встречает огромного чёрного парня с крюком вместо руки, который говорит Хелен: «Поверь в меня, будь моей жертвой». С этого момента её жизнь превращается в кошмар.
Хелен оказывается в Кабрини-Грин вся испачканная кровью, её подозревают в похищении ребёнка. Когда полиция отпускает девушку под залог, ей снова является Кэндимэн, который убивает Бернадетт, пришедшую навестить подругу. В этом убийстве также подозревают Хелен, которую отправляют на принудительное психиатрическое лечение. Когда она приходит в себя, оказывается, что прошёл уже месяц. Однако и здесь Кэндимэн не оставляет свою избранницу — он убивает доктора и разрезает ремни, связывающие девушку. По возвращении домой Хелен ждёт новое потрясение — её муж Тревор, также профессор университета, сожительствует со своей студенткой Стейси.
Девушка идёт в Кабрини-Грин, где должно произойти действо в память о Кэндимэне. Проникнув в квартиру, где и началась история, Хелен обнаруживает, что она точь-в-точь напоминает возлюбленную Кэндимэна. Девушка слышит плач младенца среди груды досок во дворе дома. Когда она забирается внутрь кучи, жители Кабрини-Грин зажигают костёр. Хелен удаётся спасти ребёнка, однако она умирает от ожогов. Во время похорон Хелен неожиданно появляется большая группа жителей Кабрини-Грин. Мальчик, друг миссис Лайл, бросает в могилу железный крюк.
Тревор тоскует о своей умершей жене, которая была намного лучше его нынешней подруги. Стоя перед зеркалом, он пять раз произносит её имя. Появляется Хелен и убивает Тревора. Стейси входит в ванную комнату и видит окровавленный труп своего сожителя.

## В ролях
- Вирджиния Мэдсен — Хелен Лайл
- Тони Тодд — Кэндимэн
- Ксандер Беркли — Тревор Лайл
- Каси Леммонс — Бернадетт Уэлш
- Ванесса А. Уильямс — Энн-Мари МакКой
- ДеХуан Гай — Джейк
- Кэролин Лоури — Стейси
- Барбара Олстон — Генриетта Мозли
- Сарина Грант — Китти Калвер
- Майкл Калкин — профессор Филип Пёрсел
- Стэнли ДеСантис — доктор Бёрк
- Марианна Эллиотт — Клара
- Тед Рэйми — Билли
- Риа Павиа — Моника
- Гилберт Льюис — детектив Френк Валенто

## «Запретное»
В основу фильма лёг рассказ Клайва Баркера «Запретное» (англ. The Forbidden), впервые опубликованный в 1985 году.
Сюжет повествует о девушке по имени Элен, собирающей материал для научной работы в университете — девушка решила сделать несколько фотографий в полузаброшенном районе. В одном из домов она обнаруживает странное граффити. Пытаясь выяснить, кто на нём изображен, она узнает об ужасных убийствах, совершённых в этом районе, и о некоем маньяке, которым впоследствии оказывается Кэндимэн.

## Критика
На агрегаторе рецензий Rotten Tomatoes рейтинг одобрения составляет 79 % на основе 80 обзоров и средний рейтинг 6,7 из 10. Консенсус критиков сайта гласит: «Хотя фильм в конечном итоге жертвует некоторой тайной во имя кровавых острых ощущений — это нюансированная, эффективно пугающая история, которая выигрывает от интересной предпосылки и нескольких прекрасных выступлений».
Каветт Бинион из AllMovie похвалил фильм, назвав его «запоминающимся, умным и поэтичным» и «лучшей адаптацией Баркера, когда-либо экранизированной». Роджер Эберт из Chicago Sun-Times поставил 3 звезды из 4 и написал: «Элементы сюжета могут не выдержать ясного дневного света, но это меня не сильно беспокоило. Что мне понравилось, так это фильм ужасов, который пугал меня своей идеи, а не просто кровавыми сценами». Variety назвал фильм «предметом ужасов верхнего регистра, который наносит необходимые удары и не обманывает».
Кевин Томас из Los Angeles Times назвал фильм «худшим фильмом Баркера на сегодняшний день» — амбициозный, но претенциозный фильм, который «быстро становится столь же отталкивающим, сколь и нелепым».

## Награды
- 1993 Премия Сатурн
  - лучшая актриса — Вирджиния Мэдсен
  - номинация — лучший фильм ужасов
  - номинация — лучший грим
  - номинация — лучший сценарий

- Кинофестиваль в Авориазе 1993 года
  - лучшая актриса — Вирджиния Мэдсен
  - лучшая музыка — Филипп Глэсс
  - номинация — лучший фильм

- Кинофестиваль Фантаспорто, 1993 год
  - номинация на лучший зарубежный фильм